# Саманта Кинг
Саманта Кинг (на английски: Samantha King) е британска редакторка и писателка на произведения в жанра психологичен трилър.

## Биография и творчество
Саманта Кинг е родена през 1967 г. в Англия. Израства в Югозападна и Североизточна Англия. Завършва английска филология. След дипломирането си се установява в Западен Лондон. Учи и за психотерапевт. Работи като редактор в издателство в продължение на повече от 15 години. След раждането на децата си излиза на свободна практика като редактор и решава да преследва мечтата си да пише.
Първият ѝ роман „Изборът“ е издаден през 2017 г. Трилърът се задълбочава в темата за отношенията на родители и деца, за тяхната любов, страхове, опасности и техния избор в ужасяващи и трудни моменти от жинота. Книгата става бестселър и я прави известна.
Саманта Кинг живее със семейството си в Лондон.

## Произведения

### Самостоятелни романи
- The Choice (2017) – издаден и като „The Perfect Family“
Изборът, изд.: ИК „Ентусиаст“, София (2019), прев. Любомир Мартинов
- The Sleepover (2019)